# Masacre de Krnjeuša
La masacre de Krnjeuša, a veces denominada pogromo de Krnjeuša (croata: Pogrom u Krnjeuši), fue una masacre de civiles cometida por rebeldes serbios locales liderados por Mane Rokvić el 9 y 10 de agosto de 1941, durante el levantamiento de Drvar.
Los rebeldes eran principalmente chetniks. La forma en que se cometió la masacre sugiere que se hizo en represalia por masacres anteriores cometidas por la Ustacha.
La parroquia católica de Krnjeuša, establecida como parroquia de Zelinovac en 1892, era una parroquia de la diócesis de Banja Luka que abarcaba 10 asentamientos (Krnjeuša, lastve, Vranovina, Risovac, Vođenica, Vrtoče, Bjelaj, Teočak, Prkose y Cimeše) y el área cerca de Bosanski Petrovac con alrededor de 1.300 feligreses.
La masacre, que comenzó el 9 de agosto de 1941, provocó la destrucción total de la parroquia. La iglesia, la rectoría y la mayoría de las casas de la parroquia fueron quemadas y demolidas. Hasta el momento, se conoce la identidad de 240 civiles asesinados, incluido un párroco de 34 años, Krešimir Barišić, quien fue torturado y quemado vivo. Entre los muertos había 49 niños menores de 12 años. Después de la masacre, los croatas locales huyeron y las autoridades comunistas se negaron a permitir que los exiliados regresaran después de que terminó la Segunda Guerra Mundial en 1945.